# 悬汞电极

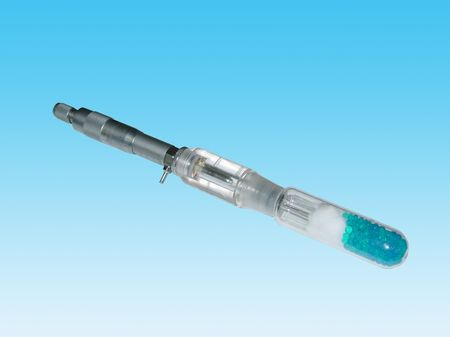
Hanging Mercury Drop Electrode

悬汞电极(Hanging mercury drop electrode, HMDE)是静止的滴汞电极，重现性好，每次测试间不需要清洗电极，是极谱法和伏安法的理想电极，价格较贵。.